# الصومعة (البيضاء)

تعديل مصدري - تعديل

الصومعة هي إحدى مدن محافظة البيضاء اليمنية. بلغ تعداد سكانها 2938 نسمة حسب التعداد السكاني في اليمن لعام 2004.